# 21st Street (Crosstown Line)
21st Street is een station van de metro van New York aan de Crosstown Line in het stadsdeel Queens. Het station is geopend in 1933. De lijn  maakt gebruik van dit station.
 ·  ·  ·  ·  ·  ·  ·  ·  · 